# Lill-Nästjärnen
Lill-Nästjärnen är en sjö i Älvdalens kommun i Dalarna och ingår i Dalälvens huvudavrinningsområde.